# Sigma Hydrae
σ Hydrae (Sigma Hydrae, kurz σ Hya) ist ein Stern mit einer scheinbaren Helligkeit von 4,4 mag im Sternbild Hydra. Er ist ein K-Riese, der knapp 400 Lichtjahre von der Sonne entfernt ist. Er wurde in verschiedenen Untersuchungen als Standard verwendet.
Der Stern trägt den aus dem Arabischen stammenden Eigennamen Minchir (auch als Minchar oder Al Minchar al Shuja transkribiert, (arabisch منخر الشجاع, DMG manḫir aš-šuǧāʿ ‚Nase der Wasserschlange‘)).